# Socin
Socin är ett efternamn, som burits av bland andra:
- Abel Socin (1729–1808), schweizisk medicinare
- Adolf Socin (1859–1904), schweizisk germanist
- Albert Socin (1844–1899), schweizisk orientalist
- August Socin (1837–1899), schweizisk kirurg